# Tasmanian International 1995
Il Tasmanian International 1995 è stato un torneo di tennis giocato sul cemento. È stata la 2ª edizione del torneo, che fa parte della categoria Tier IV nell'ambito del WTA Tour 1995. Si è giocato all'Hobart International Tennis Centre di Hobart in Australia, dal 9 al 14 gennaio 1995.

## Campionesse

### Singolare
Leila Meskhi ha battuto in finale  Fang Li con il punteggio di 6–2, 6–3

### Doppio
Kyōko Nagatsuka /  Ai Sugiyama hanno battuto in finale  Manon Bollegraf /  Larisa Neiland con il punteggio di 2–6, 6–4, 6–2